# 스타스 (캐나다의 밴드)
스타스(Stars)는 캐나다의 밴드이다.